# Софиевка (Кропивницкий район)
Софи́евка (укр. Софіївка) — село в Компанеевской поселковой общине Кропивницкого района Кировоградской области Украины.
До 2020 года входило в Компанеевский район
Население по переписи 2001 года составляло 548 человек. Почтовый индекс — 28422. Телефонный код — 5240. Код КОАТУУ — 3522885401.